# Devin
Devin (búlgaro: Девин) é uma cidade da Bulgária, localizada no distrito de Smolyan. A sua população era de 7 054 habitantes segundo o censo de 2010.

## População
| Devin | Devin | Devin | Devin | Devin | Devin | Devin | Devin | Devin | Devin | Devin | Devin | Devin | Devin | Devin | Devin | Devin | Devin | Devin | Devin |
| --- | ----- | ----- | ----- | ----- | ----- | ----- | ----- | ----- | ----- | ----- | ----- | ----- | ----- | ----- | ----- | ----- | ----- | ----- | ----- |
| Ano | 1887  | 1910  | 1934  | 1946  | 1956  | 1965  | 1975  | 1985  | 1992  | 2001  | 2002  | 2003  | 2004  | 2005  | 2006  | 2007  | 2008  | 2009  | 2010  |
| População |       |       |       | 2 695 | 3 581 | 4 477 | 7 124 | 8 032 | 6 411 | 7 548 | 7 485 | 7 462 | 7 353 | 7 251 | 7 166 | 7 175 | 7 128 | 7 094 | 7 054 |
| Fontes: Instituto Nacional de Estatísticas, „citypopulation.de“, „pop-stat.mashke.org“, Bulgarian Academy of Sciences |       |       |       |       |       |       |       |       |       |       |       |       |       |       |       |       |       |       |       |